# Borčane
Borčane en serbe latin et Borçan en albanais (en serbe cyrillique : Борчане) est une localité du Kosovo située dans la commune/municipalité de Leposavić/Leposaviq, district de Mitrovicë/Kosovska Mitrovica. Selon des estimations de 2009 comptabilisées pour le recensement kosovar de 2011, elle compte 35 habitants, dont une majorité de Serbes.

## Géographie
Borčane/Borçan est situé à 23 km à l'est de Leposavić/Leposaviq, dans la communauté locale de Sočanica/Soçanicë. Par sa superficie, le territoire du village est l'un des plus étendus de la commune/municipalité.

## Histoire
Le village est mentionné pour la première fois en 1315 dans une charte du roi serbe Stefan Milutin.
Pendant 47 ans, Borčane/Borçan a abrité une école élémentaire ; elle a été fermée en septembre 1995 à cause du nombre trop réduit de ses élèves.

## Démographie

### Évolution historique de la population dans la localité
| 1948 | 1953 | 1961 | 1971 | 1981 | 1991 | 2009 |
| ---- | ---- | ---- | ---- | ---- | ---- | ---- |
| 402  | 474  | 562  | 483  | 214  | 80   | 35   |

|  |

## Économie
L'agriculture et l'élevage sont les activités principales des habitants de Borčane/Borçan. Le territoire du village est adapté à l'élevage des ovins et des bovins et on y exploite des produits dérivés de l'élevage, comme le lait, le fromage, le cuir et la laine. L'agriculture, à faibles rendements, est centrée autour la production du seigle et de la pomme de terre.